# Confederación Europea de Patinaje
La Confederación Europea de Patinaje (en francés Confédération européenne de roller skating) (CERS) es el organismo que gobierna a nivel de Europa los deportes del patinaje: hockey sobre patines, patinaje artístico sobre ruedas, patinaje de velocidad sobre patines en línea y hockey sobre patines en línea. 
Es una de las confederaciones continentales que forma parte de la Federación Internacional de Patinaje (FIRS).
Las 4 disciplinas deportivas tienen su propio comité que gestiona a nivel europeo y que son los que organizan las diversas competiciones:
- Hockey sobre patines - Comité Europeo de Hockey sobre Patines CERH
- Patinaje artístico - Comité Europeo de Patinaje Artístico (CEPA)
- Patinaje de velocidad - Comité Europeo de Patinaje de Velocidad (CEC)
- Hockey sobre patines en línea - Comité Europeo de Hockey sobre Patines en Línea (CERILH)